# Harperscheid
Harperscheid ist ein Stadtteil im Südwesten von Schleiden im nordrhein-westfälischen Kreis Euskirchen. In Harperscheid wohnen gut 400 Personen. Der Ort verfügt über einen Kindergarten, ein Jugendheim, eine Feuerwehrlöschgruppe sowie zwei Kirchen: eine evangelische und eine katholische, St. Donatus-Kirche. Neben Handwerksbetrieben und Geschäften des täglichen Bedarfs ist im Osten des Orts ein Sägewerk beheimatet. Nördlich der Ortschaft liegt der Campingplatz Schafbachmühle. Harperscheid befindet sich in unmittelbarer Nähe zum Nationalpark Eifel.

## Geschichte

### Ortsgeschichte
Am 19. Oktober 1322 wurde Harperscheid zusammen mit Bronsfeld und Schöneseiffen erstmals erwähnt.
Aufgrund des § 9 des Aachen-Gesetzes wurde die bis dahin eigenständige Gemeinde Harperscheid am 1. Januar 1972 in die neue Stadt Schleiden eingegliedert.

### Chronik
Der 1906 geborene Einwohner Harperscheids, Karl Collas, erstellte in den 1970er Jahren eine Chronik von Harperscheid und Schöneseiffen, in welcher er die Geschichte der beiden Höhenorte skizziert.
Die in der Chronik zusammengefassten Aufzeichnungen reichen zurück bis um das Jahr 1200 und zeigen die zum Teil schwierigen Verhältnisse der Bewohner der Grafschaft Schleiden, die durch stetig wechselnde Fürsten begründet waren.
Die Chronik enthält weitere interessante Details zu den unten ausgeführten Themen und darüber hinaus Einzelheiten zu den Umständen, welche die Einwohner Harperscheids unter ihren Fürsten zu ertragen hatten. Es werden auch die Formalitäten der „Frondienste“ umfangreich erläutert, welche erst mit der Eroberung und Besetzung durch die Franzosen beendet wurden. Auch diese Zeit wird kurz behandelt.

#### Auszüge
„Dietrich VI. (1560–1593) zwang seine Untertanen, protestantisch zu werden.“ – Ab 1593: „Graf Phillip von der Mark […] gelobte […] jedermann in der ungestörten Ausübung seiner Religion zu lassen.“ – „Unter seinem Sohn und Nachfolger, dem Grafen Ernst (1612–1654) begann die Gegenreformation. In dieser fing man die in den oberhalb Schleidens liegenden Orten wohnenden Reformierte, wenn sie Kinder zum Taufen nach Gemünd tragen wollten, in Schleiden ab und führte sie gewaltsam in die katholische Kirche, wo die Kinder dann katholisch getauft wurden.“
Daraus etablierten sich „Schleichwege“, auch „Gösenpfade“ genannt, um diesem Problem zu entgehen. Der Weg führte dann nicht selten über die Ortschaften Harperscheid, Schöneseiffen, Berescheid und Herhahn nach Gemünd. Weitere Ungleichbehandlungen erfuhren die Harperscheider, als es im Jahr 1781 den evangelischen Schleidenern erlaubt wurde, ihre Toten nach evangelischem Ritus zu bestatten, während es in Harperscheid verboten blieb.

#### Kirchen im Wandel der Zeit

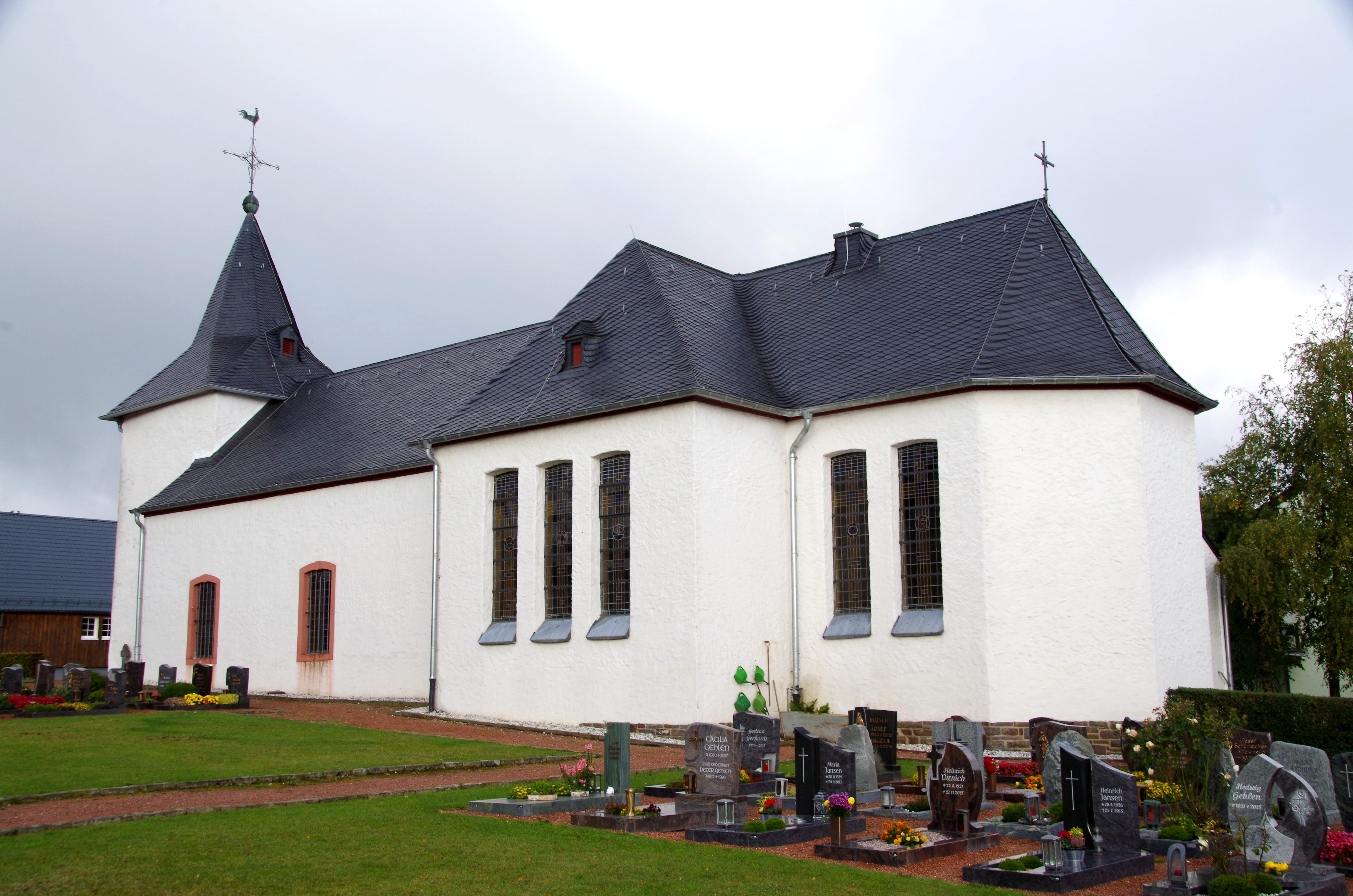
St. Donatus (Harperscheid), Außenfassade von Südosten

Bis 1214 gab es kein Kirchenhaus in Schleiden, Gottesdienste wurden im Kloster Steinfeld oder im Walberhof gehalten. Das Prämonstratenser-Kloster Steinfeld hatte die Seelsorge exklusiv inne. Ab 1214 konnte eine kleine Kapelle in der Burg des amtierenden Herren von Schleiden, Konrad III., genutzt werden. Diese wurde durch die Bevölkerung sehr stark genutzt. Bis 1230 erfolgte der Neubau einer Kapelle in der Burg des Nachfolgers Friedrich I. Die Weihe erfolgte im Jahr der Fertigstellung. Bis zum Jahre 1317 entstanden weitere vier Kirchen in den Höhenorten Blumenthal, Harperscheid, Hellenthal und Schleiden.
In den folgenden Jahrhunderten gab es einige Zwistigkeiten bzgl. der Rechte der kirchlichen Einnahmen und die Vergabe hoheitlicher Aufgaben, so dass im 16. Jahrhundert entsprechende Verträge geschlossen wurden. Im Jahr 1536 wird die Kapelle in Harperscheid gegen eine neue ersetzt. Im Jahr 1870 erhält diese katholische Kirche Orgel nebst Bühne. Das Jahr 1839 bringt nun auch für die evangelischen Bewohner des Ortes eine eigene Kirche.
Die Glocke der katholischen Kirche sollte im Ersten Weltkrieg zur Herstellung von Waffen abgegeben werden. Der damals mit der Demontage beauftragte Josef Collas beließ sie jedoch an ihrem Platz, so dass die Glocke erst im Zweiten Weltkrieg den Waffenproduzenten zum Opfer fiel. Erst 1952 erhielt die Kirche eine andere Glocke. Die evangelische Kirche wurde im Zweiten Weltkrieg so weit zerstört, dass die Gottesdienste dort nicht mehr stattfinden konnten und man in das katholische Gotteshaus ausweichen musste. Der Wiederaufbau konnte durch den Einsatz und die Mittel der Mitglieder der evangelischen Gemeinde unter großen Anstrengungen geleistet werden.

#### Entstehung des Dorfnamens
Gemäß alten Urkunden wird der Name des Ortes zunächst mit „Hartmannsroth“ aufgeführt. Später veränderte sich der Name zu „Harperrath“. Der zuerst gegebene Name weist darauf hin, dass der Ort durch Rodung entstanden ist und der erste Siedler entsprechend Hartmann hieß. Die Namensänderungen ergaben sich schließlich durch Umformungen im Volksmund. Als später weitere Ortschaften wie Berescheid und Ettelscheid in der Nähe entstanden, wurde zum Zeichen, dass Harperrath Grenz- oder Scheideort der Herrschaft Schleiden war, der Name in „Harperscheid“ geändert.

### Wappen
| Wappen der früheren Amtes Harperscheid | Blasonierung: „Geteilt von Blau und Silber (Weiß); oben fünf 3:2 gestellte goldene (gelbe) Lilien; unten ein schwarzes Zahnrad überdeckt von einer mit der Schneide nach oben gekehrten links schrägen blauen Sense.“ |
| Wappen der früheren Amtes Harperscheid | Wappenbegründung: Das von Josef Decku entworfene Wappen wurde im Mai 1965 vom nordrhein-westfälischen Innenminister verliehen. Die Lilien symbolisieren die fünf Gemeinden Broich, Bronsfeld, Harperscheid, Oberhausen und Schöneseiffen. Die Sense steht für die Landwirtschaft und das Zahnrad für die Industrie im Amtsgebiet. Die Farbe Blau ist die Farbe der Grafen von Schleiden. Seit der Eingemeindung nach Schleiden wird es als Stadtteilwappen weiter genutzt. |

## Geografie

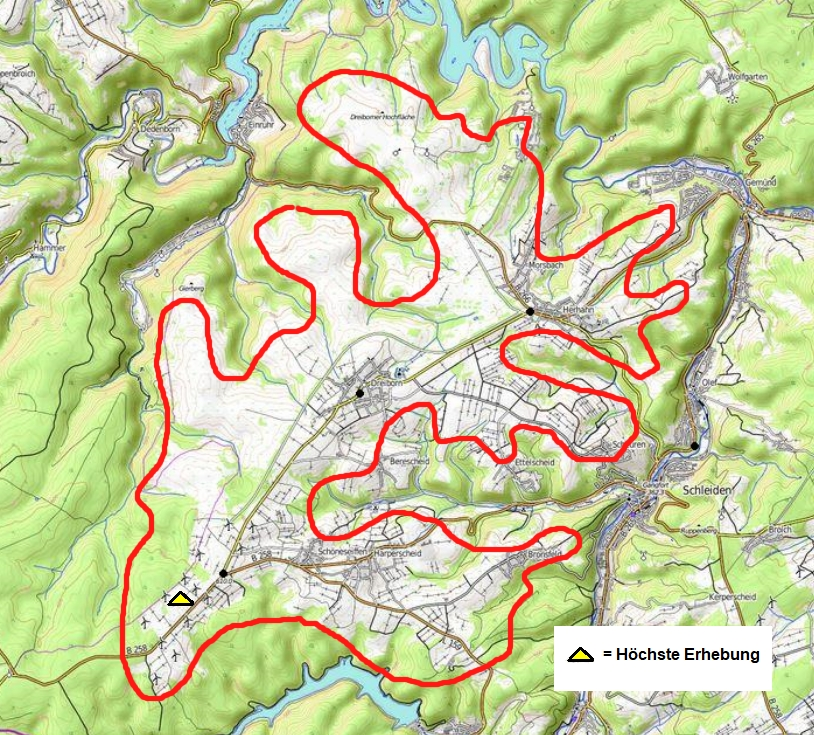
Dreiborner Hochfläche

Harperscheid liegt in Nordrhein-Westfalen in der Rureifel, westl. von Schleiden, unweit der Grenze zu Belgien auf der Dreiborner Hochfläche über dem Tal der Olef.

## Natur und Naherholung
Touristisch interessant ist die Höhenlage mit weitem Fernblick über das Tal der Olef, der nahe Nationalpark Eifel, die Dreiborner Hochfläche. Die Nähe zur Oleftalsperre und dem Wildfreigehege Hellenthal, die Vielzahl der markierten Wanderwege.

## Verkehr
Durch Harperscheid verläuft die B 258. Die nächsten Autobahnanschlussstellen sind Nettersheim auf der A 1 und Aachen-Lichtenbusch auf der A 44.
Die VRS-Buslinie 836 der RVK verbindet den Ort, überwiegend als TaxiBusPlus nach Bedarf, mit seinen Nachbarorten und mit Schleiden.
| Linie | Verlauf                                                                                             |
| ----- | --------------------------------------------------------------------------------------------------- |
| 836   | MiKE (außer im Schülerverkehr): (Hellenthal –) Schöneseiffen – Harperscheid – Bronsfeld – Schleiden |